# Shizukuishi
Shizukuishi (japanska: 雫石町?, Shizukuishi-chō) är en landskommun (köping) i Iwate prefektur i Japan. Folkmängden uppgår till cirka 16 000 invånare.
Järnvägsstationen Shizukuishi betjänas av Akita Shinkansen med höghastighetståg till bland annat Tokyo. 